# Matthias Ginter
Matthias ('Matze') Lukas Ginter (March, 19 januari 1994) is een Duits voetballer die meestal als centrale verdediger speelt. Hij verruilde Borussia Mönchengladbach in juli 2022 voor SC Freiburg, waar zijn carrière ook begon. Ginter debuteerde in 2014 in het Duits voetbalelftal.

## Clubcarrière
Ginter sloot zich op vierjarige leeftijd aan bij SV March, de club uit zijn geboortedorp. Hij speelde hier zeven jaar en werd op zijn elfde opgenomen in de jeugdopleiding van SC Freiburg. Hiermee won hij in zowel 2011 als 2012 de DFB-Pokal voor spelers tot negentien jaar. Ginter debuteerde op 21 januari 2012 in het eerste elftal, tijdens een wedstrijd in de Bundesliga tegen Augsburg. Hij maakte in de 88e minuut het winnende doelpunt op aangeven van Michael Lumb. Zijn doelpunt en zijn debuut vielen twee dagen voor zijn achttiende verjaardag. Hij werd zo de jongste speler ooit die voor SC Freiburg scoorde in de Bundesliga. Hij speelde dat seizoen nog twaalf speelronden, waarvan elf vanaf de aftrap. Ginter won in 2012 de Fritz Walter Medaille voor beste speler onder 18 jaar en in 2013 die voor beste speler onder 19 jaar. Hij stond in seizoen 2013/14 alle 34 speelronden aan de aftrap bij Freiburg. Daarnaast speelde hij dat jaar ook voor het eerst Europees voetbal, in de Europa League.
Ginter tekende in juli 2014 voor vijf jaar bij Borussia Dortmund. Dat betaalde tien miljoen euro voor hem aan SC Freiburg. Bij Dortmund was hij in zijn eerste jaar vooral reserve, waarna hij zich in 2015/16 ontwikkelde tot basisspeler. Hij speelde in september 2014 zijn eerste wedstrijd in de Champions League, tegen Arsenal. Hij nam het dat jaar ook nog op tegen Galatasaray, Anderlecht en Juventus. Ginter eindigde in 2015/16 met Dortmund als tweede in de Bundesliga, tien punten achter Bayern München. Dat was in die tijd bezig met een reeks opeenvolgende landskampioenschappen die nog jaren zou duren. Zijn teamgenoten en hij wonnen in 2016/17 wel de DFB-Pokal. Nadat ze in de halve finale wonnen van Bayern München (2–3) versloegen ze in de finale Eintracht Frankfurt (1–2).
Ginter verruilde Borussia Dortmund in juli 2017 voor Borussia Mönchengladbach. Dat betaalde 17 miljoen euro voor hem. Hier gaf coach Dieter Hecking hem meteen een basisplaats. Die stond hij daarna bijna vijf jaar lang niet meer af. Als Ginter in die periode een wedstrijd niet speelde, kwam dat door een blessure. De eerste keer dat hij na zijn komst naar Mönchengladbach reserve stond, was op 15 januari 2022. Borussia Mönchengladbach was een stapje terug na Borussia Dortmund, maar ook hiermee kwalificeerde hij zich in 2019/20 een keer voor de Champions League. Daarin bereikten zijn ploeggenoten en hij de achtste finale. Ginter speelde in vijf seizoenen 154 wedstrijden in de Bundesliga voor Mönchengladbach. In 153 daarvan stond hij aan de aftrap.
Ginter keerde in juli 2022 transfervrij terug naar SC Freiburg. Hiervoor speelde hij in 2022/23 iedere speelronde van begin tot eind. Dat was de derde keer in zijn carrière, na seizoen 2017/18 en 2020/21 bij Borussia Mönchengladbach.

## Clubstatistieken
| Seizoen     | Club                     | Competitie  | Competitie | Competitie | Beker | Beker | Internationaal | Internationaal | Totaal | Totaal |
| Seizoen     | Club                     | Competitie  | Wed.       | Dlp.       | Wed.  | Dlp.  | Wed.           | Dlp.           | Wed.   | Dlp.   |
| ----------- | ------------------------ | ----------- | ---------- | ---------- | ----- | ----- | -------------- | -------------- | ------ | ------ |
| 2011/12     | SC Freiburg              | Bundesliga  | 13         | 1          | 0     | 0     | —              | —              | 13     | 1      |
| 2012/13     | SC Freiburg              | Bundesliga  | 23         | 1          | 3     | 0     | —              | —              | 26     | 1      |
| 2013/14     | SC Freiburg              | Bundesliga  | 34         | 0          | 3     | 2     | 5              | 1              | 42     | 3      |
| Club totaal | Club totaal              | Club totaal | 70         | 2          | 6     | 2     | 5              | 1              | 81     | 5      |
| 2014/15     | Borussia Dortmund        | Bundesliga  | 14         | 0          | 1     | 0     | 5              | 0              | 20     | 0      |
| 2015/16     | Borussia Dortmund        | Bundesliga  | 24         | 3          | 5     | 0     | 11             | 1              | 40     | 4      |
| 2016/17     | Borussia Dortmund        | Bundesliga  | 29         | 0          | 5     | 0     | 8              | 0              | 42     | 0      |
| Club totaal | Club totaal              | Club totaal | 67         | 3          | 11    | 0     | 24             | 1              | 102    | 4      |
| 2017/18     | Borussia Mönchengladbach | Bundesliga  | 34         | 5          | 3     | 0     | —              | —              | 37     | 5      |
| 2018/19     | Borussia Mönchengladbach | Bundesliga  | 27         | 2          | 2     | 0     | —              | —              | 29     | 2      |
| 2019/20     | Borussia Mönchengladbach | Bundesliga  | 31         | 1          | 1     | 0     | 4              | 0              | 36     | 1      |
| 2020/21     | Borussia Mönchengladbach | Bundesliga  | 34         | 2          | 4     | 0     | 8              | 0              | 46     | 2      |
| 2021/22     | Borussia Mönchengladbach | Bundesliga  | 28         | 1          | 3     | 0     | —              | —              | 31     | 1      |
| Club totaal | Club totaal              | Club totaal | 154        | 11         | 13    | 0     | 12             | 0              | 179    | 11     |
| 2022/23     | SC Freiburg              | Bundesliga  | 34         | 4          | 5     | 1     | 8              | 0              | 47     | 5      |
| 2023/24     | SC Freiburg              | Bundesliga  | 3          | 0          | 1     | 0     | 0              | 0              | 4      | 0      |
| Club totaal | Club totaal              | Club totaal | 37         | 4          | 6     | 1     | 8              | 0              | 51     | 5      |
| TOTAAL      | TOTAAL                   | TOTAAL      | 328        | 20         | 36    | 3     | 49             | 2              | 413    | 25     |

Bijgewerkt t/m 15 september 2023.

## Interlandcarrière
Ginter kwam uit voor verschillende Duitse nationale jeugdselecties vanaf Duitsland –18. Hij speelde voor Duitsland –21 op zowel het EK –21 van 2013 als het EK –21 van 2015 en bereikte met het olympisch team de finale op de Olympische Zomerspelen 2016.
Ginter werd op 28 februari 2014 opgeroepen voor het Duits voetbalelftal voor een oefeninterland tegen Chili op 5 maart 2014. In die wedstrijd mocht hij na 89 minuten debuteren door in te vallen voor Mesut Özil. Duitsland won met 1–0 na een doelpunt van Mario Götze. Bondscoach Joachim Löw nam Ginter op in zijn selectie voor het WK 2014 in Brazilië, waarin hij de jongste speler was. De Duitsers wonnen het toernooi, maar Ginter kwam hierbij zelf geen minuut in actie. Dat deed hij wel toen hij met Duitsland de FIFA Confederations Cup 2017 won. Hij speelde toen vier speelronden van begin tot eind, inclusief de finale tegen Chili (1–0).
Ginter maakte eveneens deel uit van de Duitse selectie die onder leiding van Löw deelnam aan het WK 2018 in Rusland. De ploeg strandde, voor het eerst sinds het wereldkampioenschap 1938, in de groepsfase. Dit gebeurde na nederlagen tegen Mexico (0–1) en Zuid-Korea (0–2). In groep F werd alleen van Zweden (2–1) gewonnen. Ginter was een van de drie spelers, naast keepers Marc-André ter Stegen en Kevin Trapp, die geen minuut in actie kwamen dit toernooi.
Ginter maakte op 16 november 2019 zijn eerste interlanddoelpunt. Hij zette Duitsland toen op 1–0 in een met 4–0 gewonnen kwalificatiewedstrijd voor het EK 2020, thuis tegen Wit-Rusland. Hij mocht ook mee naar dit toernooi en kwam deze keer wel aan spelen toe. Hij begon in de basis in alle vier de wedstrijden die de Duitsers speelden. Het WK 2022 werd zijn derde WK en het eerste waarop hij op het veld stond: vanaf de 89e minuut in de laatste groepswedstrijd tegen Costa Rica.
| Interlands van Matthias Ginter voor Duitsland | Interlands van Matthias Ginter voor Duitsland | Interlands van Matthias Ginter voor Duitsland | Interlands van Matthias Ginter voor Duitsland | Interlands van Matthias Ginter voor Duitsland | Interlands van Matthias Ginter voor Duitsland | Interlands van Matthias Ginter voor Duitsland |
| №                                             | Datum                                         | Wedstrijd                                     | Uitslag                                       | Soort wedstrijd                               | Doelpunten                                    |                                               |
| Als speler bij SC Freiburg                    | Als speler bij SC Freiburg                    | Als speler bij SC Freiburg                    | Als speler bij SC Freiburg                    | Als speler bij SC Freiburg                    | Als speler bij SC Freiburg                    | Als speler bij SC Freiburg                    |
| --------------------------------------------- | --------------------------------------------- | --------------------------------------------- | --------------------------------------------- | --------------------------------------------- | --------------------------------------------- | --------------------------------------------- |
| 1.                                            | 5 maart 2014                                  | Duitsland – Chili                             | 1 – 0                                         | Vriendschappelijk                             |                                               |                                               |
| 2.                                            | 13 mei 2014                                   | Duitsland – Polen                             | 0 – 0                                         | Vriendschappelijk                             |                                               |                                               |
| Als speler bij Borussia Dortmund              |                                               |                                               |                                               |                                               |                                               |                                               |
| 3.                                            | 3 september 2014                              | Duitsland – Argentinië                        | 2 – 4                                         | Vriendschappelijk                             |                                               |                                               |
| 4.                                            | 7 september 2014                              | Duitsland – Schotland                         | 2 – 1                                         | Kwalificatie EK 2016                          |                                               |                                               |
| 5.                                            | 14 oktober 2014                               | Duitsland – Ierland                           | 1 – 1                                         | Kwalificatie EK 2016                          |                                               |                                               |
| 6.                                            | 8 oktober 2015                                | Ierland – Duitsland                           | 1 – 0                                         | Kwalificatie EK 2016                          |                                               |                                               |
| 7.                                            | 11 oktober 2015                               | Duitsland – Georgië                           | 2 – 1                                         | Kwalificatie EK 2016                          |                                               |                                               |
| 8.                                            | 13 november 2015                              | Frankrijk – Duitsland                         | 2 – 0                                         | Vriendschappelijk                             |                                               |                                               |
| 9.                                            | 29 maart 2016                                 | Duitsland – Italië                            | 4 – 1                                         | Vriendschappelijk                             |                                               |                                               |
| 10.                                           | 6 juni 2017                                   | Denemarken – Duitsland                        | 1 – 1                                         | Vriendschappelijk                             |                                               |                                               |
| 11.                                           | 22 juni 2017                                  | Chili – Duitsland                             | 1 – 1                                         | Confederations Cup                            |                                               |                                               |
| 12.                                           | 25 juni 2017                                  | Kameroen – Duitsland                          | 1 – 3                                         | Confederations Cup                            |                                               |                                               |
| 13.                                           | 29 juni 2017                                  | Mexico – Duitsland                            | 1 – 4                                         | Confederations Cup                            |                                               |                                               |
| 14.                                           | 2 juli 2017                                   | Chili – Duitsland                             | 0 – 1                                         | Confederations Cup                            |                                               |                                               |
| 15.                                           | 1 september 2017                              | Tsjechië - Duitsland                          | 1 - 2                                         | Kwalificatie WK 2018                          |                                               |                                               |
| 16.                                           | 8 oktober 2017                                | Duitsland - Azerbeidzjan                      | 5 - 1                                         | Kwalificatie WK 2018                          |                                               |                                               |
| 17.                                           | 10 november 2017                              | Engeland - Duitsland                          | 0 - 0                                         | Vriendschappelijk                             |                                               |                                               |
| 18.                                           | 8 juni 2018                                   | Duitsland – Saoedi-Arabië                     | 2 – 1                                         | Vriendschappelijk                             |                                               |                                               |
| 19.                                           | 6 september 2018                              | Duitsland - Frankrijk                         | 0 – 0                                         | Nations League Divisie A                      |                                               |                                               |
| 20.                                           | 9 september 2018                              | Duitsland – Peru                              | 2 – 1                                         | Vriendschappelijk                             |                                               |                                               |
| 21.                                           | 13 oktober 2018                               | Nederland - Duitsland                         | 3 - 0                                         | Nations League Divisie A                      |                                               |                                               |
| 22.                                           | 16 oktober 2018                               | Frankrijk - Duitsland                         | 2 - 1                                         | Nations League Divisie A                      |                                               |                                               |
| 23.                                           | 15 november 2019                              | Duitsland – Rusland                           | 3 – 0                                         | Vriendschappelijk                             |                                               |                                               |
| 24.                                           | 24 maart 2019                                 | Nederland – Duitsland                         | 2 – 3                                         | Kwalificatie EK 2020                          |                                               |                                               |
| 25.                                           | 8 juni 2019                                   | Wit-Rusland – Duitsland                       | 0 – 2                                         | Kwalificatie EK 2020                          |                                               |                                               |
| 26.                                           | 11 juni 2019                                  | Duitsland – Estland                           | 8 – 0                                         | Kwalificatie EK 2020                          |                                               |                                               |
| 27.                                           | 6 september 2019                              | Duitsland – Nederland                         | 2 – 4                                         | Kwalificatie EK 2020                          |                                               |                                               |
| 28.                                           | 9 september 2019                              | Noord-Ierland – Duitsland                     | 0 – 2                                         | Kwalificatie EK 2020                          |                                               |                                               |
| 29.                                           | 16 november 2019                              | Duitsland – Wit-Rusland                       | 4 – 0                                         | Kwalificatie EK 2020                          | 41'                                           |                                               |
| 30.                                           | 3 september 2020                              | Duitsland – Spanje                            | 1 – 1                                         | Nations League Divisie A                      |                                               |                                               |
| 31.                                           | 6 september 2020                              | Zwitserland – Duitsland                       | 1 – 1                                         | Nations League Divisie A                      |                                               |                                               |
| 32.                                           | 10 oktober 2020                               | Oekraïne – Duitsland                          | 1 – 2                                         | Nations League Divisie A                      | 20'                                           |                                               |
| 33.                                           | 13 oktober 2020                               | Duitsland – Zwitserland                       | 3 – 3                                         | Nations League Divisie A                      |                                               |                                               |

Bijgewerkt op 16 oktober 2020.

## Erelijst
| Competitie              |                   |                   |                   |                   |
| Competitie              | Aantal            | Jaren             |                   |                   |
| Borussia Dortmund       | Borussia Dortmund | Borussia Dortmund | Borussia Dortmund | Borussia Dortmund |
| ----------------------- | ----------------- | ----------------- | ----------------- | ----------------- |
| DFB-Pokal               | 1x                | 2016/17           |                   |                   |
| DFL-Supercup            | 1x                | 2014              |                   |                   |
| Duitsland               |                   |                   |                   |                   |
| Wereldkampioen          | 1x                | 2014              |                   |                   |
| FIFA Confederations Cup | 1x                | 2017              |                   |                   |

- Gemeinsame Normdatei: 1168607582
- Virtual International Authority File: 1319153954890705680009

1 Atubolu ·
3 Lienhart ·
4 Schmidt ·
5 Gulde ·
6 Osterhage ·
7 Weißhaupt ·
8 Eggestein ·
9 Höler ·
11 Kyereh ·
17 Kübler ·
18 Dinkçi ·
20 Adamu ·
21 Müller ·
23 Muslija ·
24 Huth ·
25 Sildillia ·
26 Philipp ·
27 Höfler ·
28 Ginter ·
30 Günter  ·
32 Grifo ·
33 Makengo ·
34 Röhl ·
37 Rosenfelder ·
38 Gregoritsch ·
42 Doan ·
43 Ogbus ·
Coach: Schuster
1 Neuer ·
2 Großkreutz ·
3 Ginter ·
4 Höwedes ·
5 Hummels ·
6 Khedira ·
7 Schweinsteiger ·
8 Özil ·
9 Schürrle ·
10 Podolski ·
11 Klose ·
12 Zieler ·
13 Müller ·
14 Draxler ·
15 Durm ·
16 Lahm  ·
17 Mertesacker ·
18 Kroos ·
19 Götze ·
20 Boateng ·
21 Mustafi ·
22 Weidenfeller ·
23 Kramer ·
Coach: Löw
1 Horn ·
2 Toljan ·
3 Klostermann ·
4 Ginter ·
5 Süle ·
6 S. Bender ·
7 Meyer ·
8 L. Bender ·
9 Selke ·
10 Goretzka  ·
11 Brandt ·
12 Huth ·
13 Max ·
14 Bauer ·
15 Christiansen ·
16 Prömel ·
17 Gnabry ·
18 Petersen ·
22 Oelschlägel ·
Coach: Hrubesch
1 Trapp ·
2 Mustafi ·
3 Hector ·
4 Ginter ·
5 Plattenhardt ·
6 Henrichs ·
7 Draxler  ·
8 Goretzka ·
9 Wagner ·
10 Demirbay ·
11 Werner ·
12 Leno ·
13 Stindl ·
14 Emre Can ·
15 Younes ·
16 Rüdiger ·
17 Süle ·
18 Kimmich ·
20 Brandt ·
21 Rudy ·
22 Ter Stegen ·
Coach: Löw
1 Neuer  ·
2 Plattenhardt ·
3 Hector ·
4 Ginter ·
5 Hummels ·
6 Khedira ·
7 Draxler ·
8 Kroos ·
9 Werner ·
10 Özil ·
11 Reus ·
12 Trapp ·
13 Müller ·
14 Goretzka ·
15 Süle ·
16 Rüdiger ·
17 Boateng ·
18 Kimmich ·
19 Rudy ·
20 Brandt ·
21 Gündoğan ·
22 Ter Stegen ·
23 Gómez ·
Coach: Löw
1 Neuer  ·
2 Rüdiger ·
3 Halstenberg ·
4 Ginter ·
5 Hummels ·
6 Kimmich ·
7 Havertz ·
8 Kroos ·
9 Volland ·
10 Gnabry ·
11 Werner ·
12 Leno ·
13 Hofmann ·
14 Musiala ·
15 Süle ·
16 Klostermann ·
17 Neuhaus ·
18 Goretzka ·
19 Sané ·
20 Gosens ·
21 Gündoğan ·
22 Trapp ·
23 Can ·
24 Koch ·
25 Müller ·
26 Günter ·
Coach: Löw
1 Neuer  ·
2 Rüdiger ·
3 Raum ·
4 Ginter ·
5 Kehrer ·
6 Kimmich ·
7 Havertz ·
8 Goretzka ·
9 Füllkrug ·
10 Gnabry ·
11 Götze ·
12 Trapp ·
13 Müller ·
14 Musiala ·
15 Süle ·
16 Klostermann ·
17 Brandt ·
18 Hofmann ·
19 Sané ·
20 Günter ·
21 Gündoğan ·
22 Ter Stegen ·
23 Schlotterbeck ·
24 Adeyemi ·
25 Bella-Kotchap ·
26 Moukoko ·
Coach: Flick